# 死絵

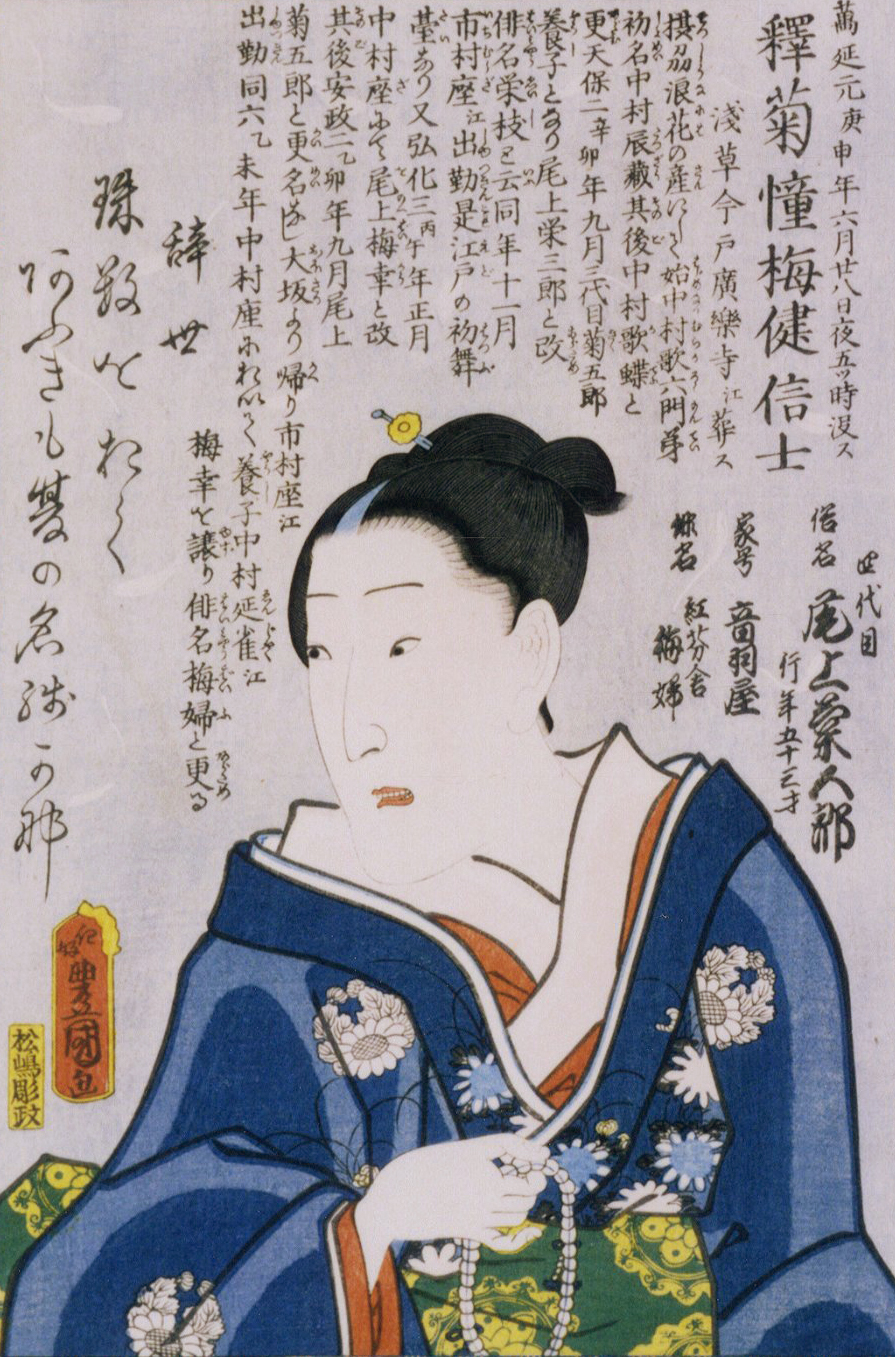
四代目尾上菊五郎の死絵。三代目歌川豊国筆

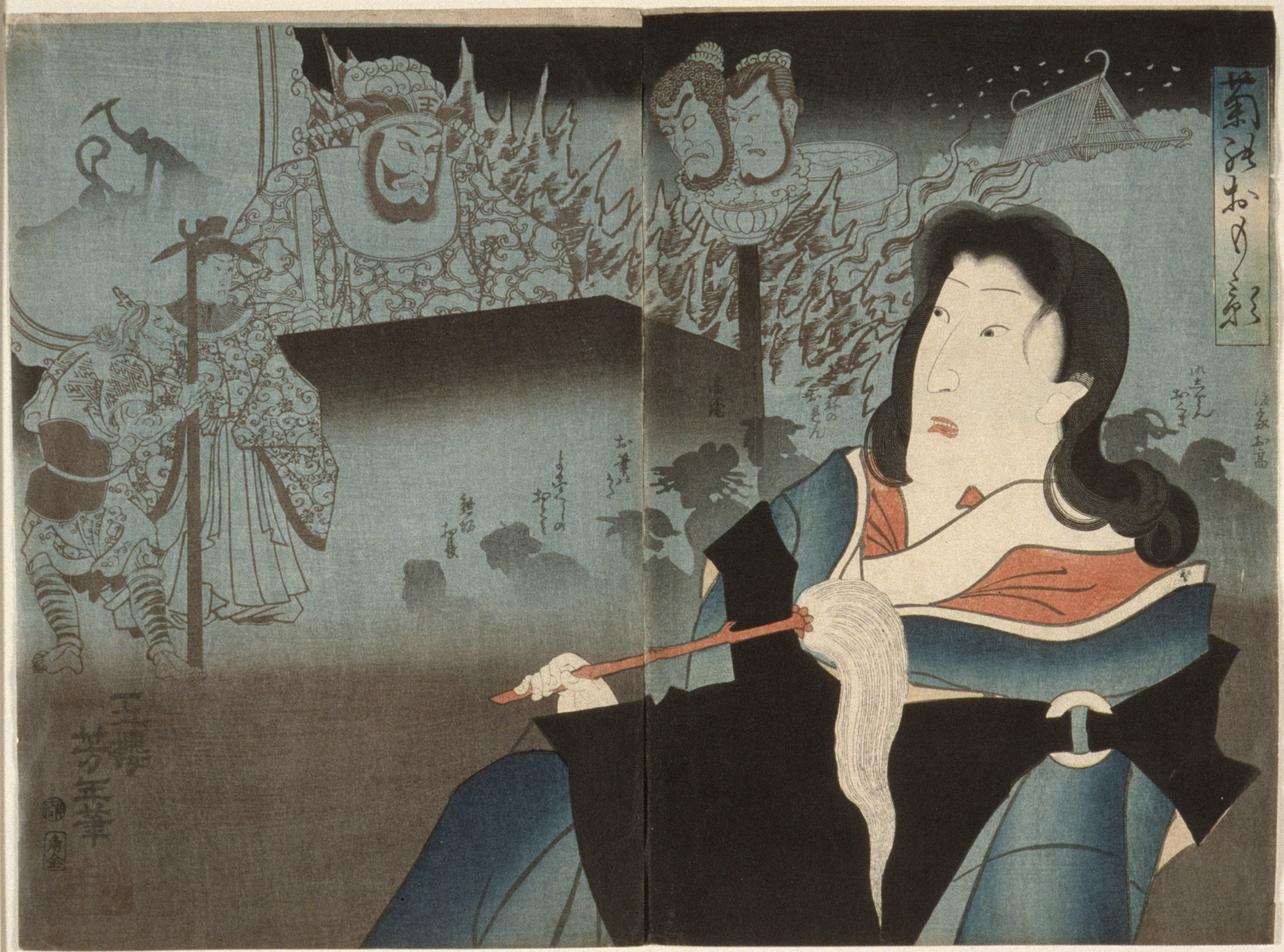
四代目尾上菊五郎の死絵。月岡芳年筆。

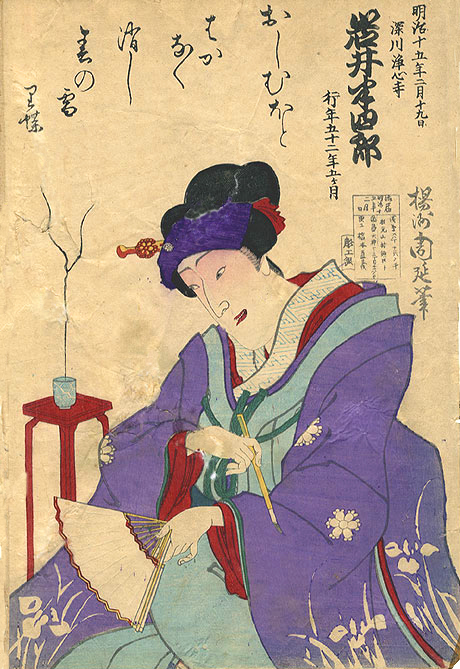
八代目岩井半四郎の死絵。楊洲周延筆

死絵（しにえ）は、主に歌舞伎歌舞伎役者が死去した際、その訃報と追善を兼ねて版行された浮世絵。
役者の似顔絵に、命日、戒名、墓所、生前の業績、辞世、追善の歌句などが記される。幕末を中心に江戸時代後期から近代にかけて制作された。基本的に死や仏事を表象するモチーフが添えられた死後の姿を表すのが特徴で、美術史や歌舞伎研究のみならず、民俗学や宗教学的にも貴重な資料といえる。

## 概要
現存最古の作品は、安永6年（1777年）に没した二代目市川八百蔵のものとされる。初期は細絵や間錦などもあるが、多くは大錦で、しかも一枚物が普通であった。シキミや数珠を持った絵姿、舞台上での当たり役を描き、戒名、行年などを書き添えたもの、辞世の歌句、追善のことばをいれたものなどが一般的であった。文政以後から明治初めまでおびただしい数が出版され、特に嘉永7年（1854年）に自殺した八代目市川團十郎の死絵は200種類余りも出版されたという。
構図も変化していったが、なかには漫画風にしたり、蓮台座という芝居というふうにいささかふざけた図柄もあった。販売上の競争も当然あり、少しでも早く版行しようと版木を流用し、戒名、死去月日、行年などをよく調べないいいかげんなものさえある。こうした乱作期の死絵には、画家の記名がないのが普通である。描かれたのは歌舞伎役者が多いが、義太夫の大夫や戯作者、歌舞伎に関係する浮世絵師の死絵も描かれた。歌川豊春、歌川豊国、3代目歌川豊国、歌川国芳、歌川広重、月岡芳年ら浮世絵師の死絵はほとんどその門弟が描いており、何れも一枚絵で資料的な価値も高い。明治中期まで盛んに行われたが、その後は絵葉書、ブロマイドが流行し、昭和10年（1935年）の初代中村鴈治郎のものを最後に廃れていった。

## 特徴
単に生前の役柄に没年月日、戒名、菩提寺などを書き加えて死絵としているものもあるが、多くは死を表象するために様々な工夫を凝らしている。まず特徴的なのは特有の姿で、よく見られるのは水裃と呼ばれる浅葱（水色）の裃姿である。初期には白裃も見られるが次第に水裃が増え、裃でなくとも小袖や衣、裾などに水浅葱色を用い死を暗示した表現となっていた。小物では樒や蓮華、数珠水向けや白木位牌などがしばしば登場する。出家姿のものもあり、特に女形は裃より袈裟を着けた出家姿をとることが多い。他にも故人を釈迦に見立てて、涅槃図の形式を取る場合や、死出の旅路を表すため旅姿で描かれることもある。他に小袖の模様に「南無阿弥陀仏」の文字を散らしたり、阿弥陀如来の種字が描かれるなど、何らかの葬儀や仏事に関する衣装になっていることもある
舞台の夫婦役者であいついで死去した役者の場合、これをあわせて1つに描くこともなされた。これは文化9年の4世沢村宗十郎と4世瀬川路考とが最初であろうという。女形は女性姿に描かれたから、4世尾上菊五郎夫妻の死絵はどちらが夫かわかりにくい。ただし俳優の夫妻を描いたものは舞台上の夫婦役とはちがってほかにはほとんどない。

## 作品
- 「五代目瀬川菊之丞」　大判　錦絵　歌川国芳画
- 「歌川国芳」　大判　錦絵　歌川芳富画